# Lekkoatletyka na Letnich Igrzyskach Olimpijskich 1908 – chód na 10 mil mężczyzn
Chód na 10 mil mężczyzn był jedną z konkurencji lekkoatletycznych na Letnich Igrzyskach Olimpijskich 1908 w Londynie odbyła się w dniach 16-17 lipca 1908. W zawodach wzięło udział 25 zawodników z 8 krajów.
Zawody składały się z dwóch rund. W rundzie pierwszej zawodnicy rywalizowali w dwóch grupach. Czterech najszybszych chodziarzy z każdej grupy awansowało do finału.

## Wyniki

### Runda 1

#### Chód 1
| Pozycja | Zawodnik         | Państwo              | Czas      |
| ------- | ---------------- | -------------------- | --------- |
| 1       | Ernest Webb      | Wielka Brytania      | 1:20:18,8 |
| 2       | Frank Carter     | Wielka Brytania      | 1:21:25,4 |
| 2       | Ernest Larner    | Wielka Brytania      | 1:21:25,4 |
| 2       | Edward Spencer   | Wielka Brytania      | 1:21:25,4 |
| 5       | Arthur Rowland   | Australazja          | 1:21:57:6 |
| 6       | Thomas Hammond   | Wielka Brytania      | 1:23:44,0 |
| 7       | Paul Gunia       | Cesarstwo Niemieckie | 1:26:09,4 |
| —       | Jo Goetzee       | Holandia             | DNF       |
| —       | Arne Højme       | Dania                | DNF       |
| —       | Piet Soudyn      | Holandia             | DNF       |
| —       | Willem Winkelman | Holandia             | DNF       |
| —       | Alfred Yeoumans  | Wielka Brytania      | DSQ       |

#### Chód 2
| Pozycja | Zawodnik            | Państwo           | Czas      |
| ------- | ------------------- | ----------------- | --------- |
| 1       | George Larner       | Wielka Brytania   | 1:18:19,0 |
| 2       | Richard Harrison    | Wielka Brytania   | 1:18:21,2 |
| 3       | Harry Kerr          | Australazja       | 1:18:40,2 |
| 4       | William Palmer      | Wielka Brytania   | 1:19:04,0 |
| 5       | Gadwin Withers      | Wielka Brytania   | 1:19:22,4 |
| 6       | Sydney Schofield    | Wielka Brytania   | 1:21:07,4 |
| 7       | Piet Ruimers        | Holandia          | 1:27:38,8 |
| 8       | Emmerich Rath       | Cesarstwo Austrii | 1:30:33,8 |
| —       | John Butler         | Wielka Brytania   | DNF       |
| —       | George Goulding     | Kanada            | DNF       |
| —       | Jan Huijgen         | Holandia          | DNF       |
| —       | Einar Rothman       | Szwecja           | DNF       |
| —       | Charles Vestergaard | Dania             | DNF       |

### Finał
Finał został rozegrany w dniu 17 lipca.
| Pozycja | Zawodnik         | Państwo         | Czas      |
| ------- | ---------------- | --------------- | --------- |
| 1       | George Larner    | Wielka Brytania | 1:15:57,4 |
| 2       | Ernest Webb      | Wielka Brytania | 1:17:31,0 |
| 3       | Edward Spencer   | Wielka Brytania | 1:21:20,2 |
| 4       | Frank Carter     | Wielka Brytania | 1:21:20,2 |
| 5       | Ernest Larner    | Wielka Brytania | 1:24:26,2 |
| 6       | William Palmer   | Wielka Brytania | b.d       |
| —       | Richard Harrison | Wielka Brytania | DNF       |
| —       | Harry Kerr       | Australazja     | DNS       |